# Olivier Leurent
Pour les articles homonymes, voir Leurent.
Olivier Leurent, né le 17 décembre 1963 à Mulhouse, est un magistrat français. Il dirige l'École nationale de la magistrature entre 2016 et 2020 et préside le tribunal judiciaire de Marseille depuis le 12 août 2020.

## Biographie

### Carrière
Olivier Leurent réussit le concours d'entrée de l'Ecole nationale de la magistrature en décembre 1986.
Il commence ses fonctions judiciaires comme juge d'instruction au TGI du Havre en 1989, puis au TGI de Rouen en 1993.
Il est nommé juge d'instruction au TGI de Créteil à compter du 1er septembre 1995.
Il est ensuite nommé secrétaire général du président du TGI de Paris en septembre 2000, poste qu'il occupe jusqu'en août 2004.
Il est alors nommé vice-président au TGI de Paris, poste qu'il occupe durant quatre ans et demi.
En janvier 2009, il est nommé conseiller à la cour d'appel de Paris, puis nommé président de chambre à la cour d'appel de Versailles en août 2015 (hors-hiérarchie).

#### Directeur de l'École nationale de la magistrature
Olivier Leurent a été nommé directeur de l'École nationale de la magistrature le 13 juillet 2016 en conseil des ministres. 

## Dossiers médiatiques
En 2015, Olivier Leurent quitte les assises pour devenir juge à la Cour d'Appel de Versailles.
Olivier Leurent a travaillé sur plusieurs affaires à fort retentissement médiatique. En 2010, il préside l’affaire du Gang des Barbares (dont la victime fut Ilan Halimi); en 2011, le procès du révolutionnaire Ilich Ramirez Sanchez, dit Carlos. 
En mars 2013, il assure le procès de l'École en bateau, affaire de viol qui défraye la chronique. En 2014, il dirigera le procès Simbikangwa dans le cadre des crimes commis lors du génocide rwandais.
Le juge a également travaillé sur les procès du nationaliste corse Charles Pieri, du préfet Jean-Charles Marchiani, du président du conseil régional d'Ile-de-France Jean-Paul Huchon, du scandale des HLM de Paris, ou encore d'Eurotunnel.
Le 18 février 2016, il préside la Cour rendant l'arrêt relaxant le rappeur Orelsan, poursuivi du chef de « provocation à la violence à l’égard d’un groupe de personnes à raison de leur sexe ». 

## Distinctions
Le 14 novembre 2005, Olivier Leurent est nommé au grade de chevalier dans l'ordre national du Mérite et le 12 juillet 2017, il est nommé au grade de chevalier dans l'ordre national de la Légion d'honneur.